# Edebo församling
Edebo församling var en församling i Uppsala stift och i Norrtälje kommun i Uppsala län. Församlingen uppgick 2010 i Häverö-Edebo-Singö församling.

## Administrativ historik
Församlingen har medeltida ursprung och utgjorde till 1962 ett eget pastorat. Från 1962 till 2010 var den moderförsamling i pastoratet Edebo och Ununge. Församlingen uppgick 2010 i Häverö-Edebo-Singö församling.

## Kyrkor
- Edebo kyrka